# Lennhedsåsen
Lennhedsåsen är ett kommunalt naturreservat i Borlänge kommun i Dalarnas län.
Området är naturskyddat sedan 1975 och är 12 hektar stort. Reservatet består av en del av Badelundaåsen som här sträcker sig 35 meter över intilliggande Dalälven.